# 拥翠乡
拥翠乡，是中华人民共和国云南省大理白族自治州南涧彝族自治县下辖的一个乡镇级行政单位。

## 行政区划
拥翠乡下辖以下地区：
拥翠村、龙凤村、安立村、胜利村、温泉村、旧马街村和新华村。